# 幸運緣是妳
《幸運緣是妳》（英語：The Lucky One）是澳洲籍導演史葛·克斯所執導的一部愛情片，在2012年4月上映。故事改編自2008年，尼可拉斯·史派克寫的同名愛情小說。
該片由柴克·艾弗隆飾演主角羅根·蒂博（Logan Thibault）。羅根是一位美國陸戰隊軍人，在伊拉克戰爭時找到一張照片，照片裡是個年輕貌美的女孩。羅根把照片帶在身上當作幸運符，並努力找尋那女孩的下落，與她展開戀情。

## 劇情
羅根（柴克·艾弗隆飾演）是在伊拉克駐點的美國海軍陸戰隊士兵，他目睹了同袍「王牌」為了救另一位同伴而喪命在戰役中。隔天早上，羅根在地上找到了一張年輕女子的照片，隨後便遭迫擊砲襲擊，身邊的夥伴因此喪命。羅根無法找到照片的主人，而將照片帶在身上，就當隊友覺得照片中的女子是羅根的守護天使時，一顆炸彈突然炸毀了他們的悍馬車。
羅根回到科羅拉多州跟姊姊家人一塊兒住，他們一直以來也幫羅根照料他的狗，宙斯（Zeus）。羅根在戰後得了創傷後壓力症候群，也因僥倖存活下來而感到內疚，決定離開家裡去尋找照片裡的女子。憑著照片裡的燈塔推敲出女子住的地方，羅根帶著宙斯走到路易斯安那州去找尋照片中的主人。羅根把照片拿給當地居民看時，其中一個居民告訴他照片中的女子曾是當地副警長的太太。
羅根找到了貝絲（Beth，泰勒·席林飾），但是他沒有辦法說出口為什麼他會來。貝絲以為羅根是來應徵工作的，而貝絲的奶奶艾莉（Ellie，Blythe Danner飾）雇用他了。一開始貝絲不太高興羅根出現，但羅根的冷靜、積極工作的態度、和修理農場機器的能力讓貝絲不再對羅根冷漠。羅根更和貝絲的小孩班（Ben）相處得很好，並支持鼓勵班，因為自從貝絲的弟弟德瑞克（Drake）死了之後，班就缺少男性的好榜樣。
貝絲的前夫，副警長基思·克萊頓（Keith Clayton），是鎮上法官的兒子，對羅根出現抱著懷疑的態度。他對這前海軍陸戰隊軍人又無理又霸道，也不同意班在家裡拉小提琴，讓班只好到樹屋裡練習小提琴。班從一場慈善棒球賽中受傷流著血回家，貝絲和基思開始起了爭執。基思威脅要用人脈關係奪取班的監護權。貝絲對基思的暴躁感到焦慮，也害怕因此失去兒子。
德瑞克死去的周年紀念那天，羅根安慰著難過到歇斯底里的貝絲。基思想阻止貝絲和羅根逐漸深厚的感情，但是貝絲很勇敢的告訴基思說她再也不會害怕他了。基思得知羅根剛來鎮上就四處詢問貝絲的事，基思更偷了那張照片，指控羅根早已盯上貝絲。貝絲相信基思的話，不再相信羅根還趕走他。愛莉試著讓貝絲冷靜下來，跟她說羅根存活下來和德瑞克的死並沒有牽連，不是羅根的錯。
基思喝醉了，看到羅根正在遛狗，很生氣地拿出了槍走上去。鎮上的居民看到都害怕得趕快逃走。羅根把基思的武器搶下後交給另一位警官，隨後回家整理行李時在班送他的一本書裡找到德瑞克的照片，看到德瑞克前臂上的刺青「Aces」（「王牌」），羅根決定回到貝絲那跟她說德瑞克是如何死的。
在克萊頓法官的家裡，雖然老克萊頓覺得大眾在選舉前會忘記基思的作為，但基思還是覺得羞愧。即便風暴即將來襲，基思還是留下徽章，出門找貝絲求復合。貝絲溫柔但堅決地拒絕了基思的要求，基思威脅說會把兒子班帶走。這段話被班不小心聽見了，不管風暴來襲就跑了出去。基思和貝絲追出去，此時羅根回來了，艾莉（Ellie）催促羅根跟著他們去。貝絲和羅根追上時，班已跑到樹屋去。這時索橋突然斷了，班和他父親一同掉進河流裡。羅根抓住班把他拉上岸給貝絲，基思因為被索橋捆住叫羅根救他，但羅根還來不及把他拉上岸前樹屋倒下，基思因此消失了。
回到家後，貝絲謝謝羅根救了她的兒子。羅根解釋德瑞克的死是救了一位同袍兄弟。當羅根準備離開，貝絲追上去挽留他。最後，羅根、貝絲和宙斯一起慶祝班的九歲生日。

## 演員
- 柴克·艾弗隆飾羅根·蒂博（Logan Thibault）
- 泰勒·席林飾貝絲·格林（Beth Green）
- 佈萊絲·妲娥（英语：Blythe Danner）飾艾莉（Ellie）
- 傑·R·弗格森飾基思·克萊頓（Keith Clayton）
- 萊利·托馬斯·斯圖特（Riley Thomas Stewart）飾班·克萊頓（Ben Clayton）
- 亞當·拉菲福（英语：Adam LeFevre）飾克萊頓法官（Judge Clayton）
- 喬·克斯（Joe Chrest）飾副警長穆爾（Deputy Moore）
- 安·麥肯錫（Ann McKenzie）飾夏洛特·克萊頓（Charlotte Clayton）
- 肯德爾·塔特（Kendal Tuttle）飾德瑞克「王牌」格林（Drake "Aces" Green）
- 羅伯·特瑞·海耶（Robert Terrell Hayes）飾維特（Victor）
- 拉斯·卡玫基（Russ Comegys）飾羅傑·萊爾（Roger Lyle）
- 薩榮·茉莉（Sharon Morris）飾米勒爾校長（Principal Miller）

## 票房
《幸運符》票房在北美洲總收入6,040萬美元，在其他國家總收入3,890萬美元，全球票房一共99,357,138美元。該片在上映的第一周票房總收入22,515,358美元，讓它在2012年7月8號的票房排名第二，僅在《像個男人》之後。

### 大眾回響
影評大多都給《幸運符》負面的評價。影片在爛番茄裡134個評論中只得到了20%，負面評價佔了多数，平均分數4.2/10。不少評價都認為「雖然影片提供了必要逃避現實的情景劇，但《幸運符》有太多傷感和陳詞濫調的部分，很難吸引已對史派克作品風格瞭如指掌的觀眾」。Metacritic中的35個評論中也只得到39分，意味著它「普遍上得到負面的評價」。

## 榮譽
| 獎項                   | 類別                                                                   | 被提名者                     | 結果 |
| ---------------------- | ---------------------------------------------------------------------- | ---------------------------- | ---- |
| Golden Trailer Awards  | Best Romance                                                           | Find You                     | 提名 |
| Golden Trailer Awards  | Best Romance Poster                                                    | One Sheet                    | 獲獎 |
| Golden Trailer Awards  | Best Romance TV Spot                                                   | Reveal                       | 提名 |
| Teen Choice Awards     | Choice Movie Actor: Drama                                              | 柴克·艾弗隆                  | 獲獎 |
| Teen Choice Awards     | Choice Movie Actor: Romance                                            | 柴克·艾弗隆                  | 獲獎 |
| Teen Choice Awards     | Choice Movie Actress: Romance                                          | 泰勒·席林                    | 提名 |
| Teen Choice Awards     | Choice Movie: Drama                                                    | The Lucky One                | 獲獎 |
| Teen Choice Awards     | Choice Movie: Liplock                                                  | Zac Efron & Taylor Schilling | 提名 |
| Teen Choice Awards     | Choice Movie: Romance                                                  | The Lucky One                | 提名 |
| People's Choice Awards | Favorite Dramatic Movie                                                | The Lucky One                | 提名 |
| People's Choice Awards | Favorite Dramatic Movie Actor                                          | 柴克·艾弗隆                  | 獲獎 |
| Young Artist Awards    | Best Performance in a Feature Film – Leading Young Actor Ten and Under | Riley Thomas Stewart         | 提名 |

## 家庭媒體
《幸運符》在2012年8月28日發行了DVD和藍光光碟。

## 外部連結
- 互联网电影数据库（IMDb）上《The Lucky One》的资料（英文）
- 爛番茄上《The Lucky One》的資料（英文）
- Metacritic上《The Lucky One》的資料（英文）
- Box Office Mojo上《The Lucky One》的資料（英文）
- The Lucky One （页面存档备份，存于） at The Numbers